# Balatonkeresztúr
Balatonkeresztúr är ett samhälle i provinsen Somogy, i regionen Södra Transdanubien i Ungern. Balatonkeresztúr ligger i distriktet Marcali och har en yta på 21,06 km². År 2019 hade Balatonkeresztúr totalt 1 563 invånare.
Balatonkeresztúr har postnummer 8648 och riktnummer är 85.